# Shōgo Hayashi
Shōgo Hayashi (japanisch 林 昇吾 Hayashi Shōgo; * 9. April 1997 in Setagaya) ist ein japanischer Fußballspieler.

## Karriere
Hayashi erlernte das Fußballspielen in der Jugendmannschaft von Tokyo Verdy. Seinen ersten Vertrag unterschrieb er 2016 bei Tokyo Verdy. Der Verein spielte in der zweithöchsten Liga des Landes, der J2 League. Für den Verein absolvierte er 14 Ligaspiele. Ende 2018 beendete er seine Karriere als Fußballspieler.